# Ted Graham
Ted Dixon Graham (né le 30 juin 1906 à Owen Sound au Canada — mort le 1er janvier 1979) est un joueur professionnel canadien de hockey sur glace qui évoluait au poste de défenseur,.

## Biographie
En 1930, il remporte la coupe Memorial avec le club de sa ville natale, les Greys de Owen Sound. Le 4 octobre 1926, il signe son premier contrat professionnel avec les Cardinals de Chicago dans l'Association américaine de hockey. L'année suivante, toujours à Chicago, il fait ses débuts dans la Ligue nationale de hockey avec les Black Hawks. Il passe ensuite deux saisons à nouveau dans l'AHA avant de retrouver les Black Hawks et la LNH en 1930. Il passe les huit saisons suivantes dans la LNH, jouant tout à tour pour les Maroons de Montréal, les Red Wings de Détroit, les Eagles de Saint-Louis et les Bruins de Boston. Il dispute deux finales de coupe Stanley : en 1931 avec les Black Hawks, il perd contre les Red Wings puis en 1934, avec ces mêmes Red Wings, il perd à nouveau, cette fois-ci contre son ancien club des Blak Hawks. Il prend sa retraite en 1938 après avoir terminé sa carrière dans l'International American Hockey League.

## Statistiques
Pour les significations des abréviations, voir Statistiques du hockey sur glace.
| Saison     | Équipe                  | Ligue          |     | Saison régulière | Saison régulière | Saison régulière | Saison régulière | Saison régulière |   | Séries éliminatoires | Séries éliminatoires | Séries éliminatoires | Séries éliminatoires | Séries éliminatoires |
| Saison     | Équipe                  | Ligue          | PJ  | B                | A                | Pts              | Pun              | PJ               | B | A                    | Pts                  | Pun                  |                      |                      |
| 1923-1924  | Greys de Owen Sound Jr. | Exhib.         | 11  | 3                | 7                | 10               |                  |                  |   |                      |                      |                      |                      |                      |
| 1924       | Greys de Owen Sound Jr. | Coupe Memorial | 15  | 7                | 4                | 11               |                  |                  |   |                      |                      |                      |                      |                      |
| 1924-1925  | Indians de Stratford    | OHA-Sr.        | 20  | 3                | 2                | 5                | 22               |                  |   |                      |                      |                      |                      |                      |
| 1925-1926  | Ravens de London        | OHA-Sr.        | 20  | 4                | 3                | 7                | 6                | 4                | 0 | 1                    | 1                    | 2                    |                      |                      |
| 1926-1927  | Cardinals de Chicago    | AHA            | 32  | 1                | 1                | 2                | 23               |                  |   |                      |                      |                      |                      |                      |
| 1927-1928  | Black Hawks de Chicago  | LNH            | 19  | 1                | 0                | 1                | 8                |                  |   |                      |                      |                      |                      |                      |
| 1927-1928  | Sheiks de Saskatoon     | PrHL           | 12  | 3                | 5                | 8                | 7                |                  |   |                      |                      |                      |                      |                      |
| 1928-1929  | Oilers de Tulsa         | AHA            | 34  | 10               | 15               | 25               | 38               | 4                | 1 | 0                    | 1                    | 4                    |                      |                      |
| 1929-1930  | Oilers de Tulsa         | AHA            | 15  | 4                | 0                | 4                | 12               |                  |   |                      |                      |                      |                      |                      |
| 1929-1930  | Black Hawks de Chicago  | LNH            | 26  | 1                | 2                | 3                | 23               | 2                | 0 | 0                    | 0                    | 8                    |                      |                      |
| 1930-1931  | Black Hawks de Chicago  | LNH            | 42  | 0                | 7                | 7                | 38               | 9                | 0 | 0                    | 0                    | 12                   |                      |                      |
| 1931-1932  | Black Hawks de Chicago  | LNH            | 48  | 0                | 3                | 3                | 40               | 2                | 0 | 0                    | 0                    | 2                    |                      |                      |
| 1932-1933  | Black Hawks de Chicago  | LNH            | 47  | 3                | 8                | 11               | 57               |                  |   |                      |                      |                      |                      |                      |
| 1933-1934  | Maroons de Montréal     | LNH            | 19  | 2                | 1                | 3                | 10               |                  |   |                      |                      |                      |                      |                      |
| 1933-1934  | Red Wings de Détroit    | LNH            | 28  | 1                | 0                | 1                | 29               | 9                | 3 | 1                    | 4                    | 8                    |                      |                      |
| 1934-1935  | Red Wings de Détroit    | LNH            | 24  | 0                | 2                | 2                | 26               |                  |   |                      |                      |                      |                      |                      |
| 1934-1935  | Eagles de Saint-Louis   | LNH            | 13  | 0                | 0                | 0                | 2                |                  |   |                      |                      |                      |                      |                      |
| 1934-1935  | Olympics de Détroit     | LIH            | 7   | 0                | 0                | 0                | 10               |                  |   |                      |                      |                      |                      |                      |
| 1935-1936  | Bruins de Boston        | LNH            | 48  | 4                | 1                | 5                | 37               | 2                | 0 | 0                    | 0                    | 0                    |                      |                      |
| 1936-1937  | Bruins de Boston        | LNH            | 1   | 0                | 0                | 0                | 0                |                  |   |                      |                      |                      |                      |                      |
| 1936-1937  | Americans de New York   | LNH            | 31  | 2                | 1                | 3                | 30               |                  |   |                      |                      |                      |                      |                      |
| 1936-1937  | Reds de Providence      | IAHL           | 9   | 0                | 0                | 0                | 2                |                  |   |                      |                      |                      |                      |                      |
| 1937-1938  | Eagles de New Haven     | IAHL           | 29  | 0                | 2                | 2                | 14               | 2                | 0 | 0                    | 0                    | 0                    |                      |                      |
| Totaux LNH | Totaux LNH              | Totaux LNH     | 346 | 14               | 25               | 39               | 300              | 24               | 3 | 1                    | 4                    | 30                   |                      |                      |